# Producció primària

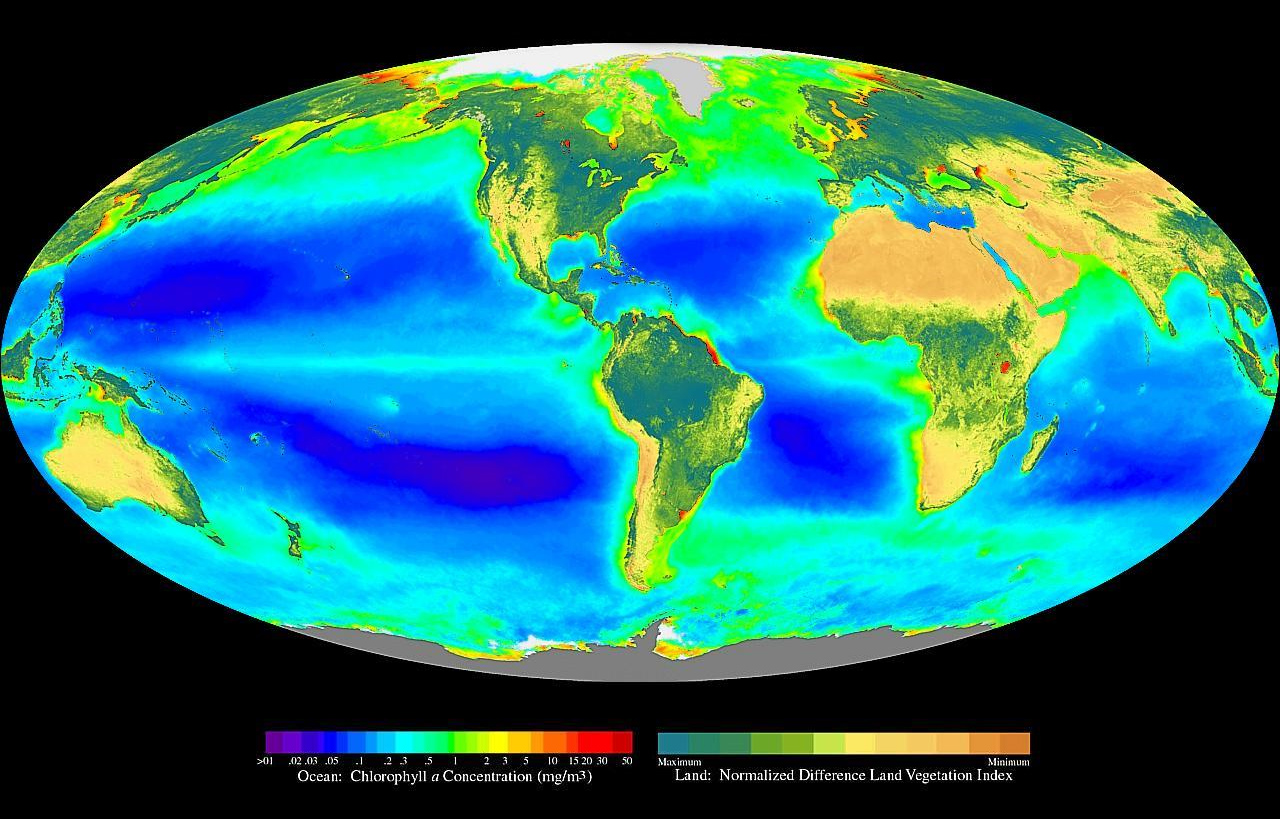
Abundància global, oceànica i terrestre, d'organismes fotoautòtrofs, des de setembre de 1997 a agost de 2000. Com a estimació de la biomassa autòtrofa, es tracta d'un indicador aproximat del potencial de producció primària, no una estimació real. Imatge proporcionada pel Projecte SeaWiFS, NASA/Goddard Space Flight Center i ORBIMAGE.

La producció primària és la producció de compostos orgànics a partir de diòxid de carboni atmosfèric o aquàtic, principalment mitjançant la fotosíntesi, essent la quimiosíntesi menys important. Tota la vida de la Terra depèn, directament o indirecta, de la producció primària.
Els organismes responsables de la producció primària reben el nom de productors primaris o autòtrofs i constitueixen el primer nivell tròfic dels ecosistemes. Als ecosistemes terrestres aquests organismes són principalment plantes; als ecosistemes aquàtics les algues i els cianobacteris són els principals productors primaris.